# Тугум-хан
Тугум-хан (каз. Тоғым хан) — казахський хан, правитель Казахського ханства під час 1-ї громадянської війни в Казахському ханстві.
У той же період у Казахському ханстві правили інші володарі: Буйдаш-хан і Ахмат.